# Maryline Even
Maryline Even est une actrice française

## Filmographie

### Cinéma
- 1975 : Aloïse de Liliane de Kermadec
- 1978 : Judith Therpauve de Patrice Chéreau
- 1979 : La Terre au ventre de Tony Gatlif
- 1979 : Tess de Roman Polanski
- 1981 : Le Choix des armes d'Alain Corneau
- 1989 : Chimère de Claire Devers
- 1995 : Les Misérables de Claude Lelouch
- 2000 : Les Destinées sentimentales d'Olivier Assayas
- 2002 : Peau d'Ange de Vincent Perez
- 2002 : Carnages de Delphine Gleize
- 2003 : Le Temps du loup de Michael Haneke
- 2002 : Adolphe de Benoît Jacquot
- 2003 : Les Marins perdus de Claire Devers
- 2009 : Ricky de François Ozon
- 2016 : Éperdument de Pierre Godeau

### Télévision
- 1977 : Commissaire Moulin Petite hantise (Caroline)
- 1982 : Paris-Saint-Lazare de Marco Pico (feuilleton télévisé)
- 1984 : L'Héritage de Maurice Failevic  (téléfilm)
- 1997 : Julie Lescaut, épisode 4 saison 6, Cellules mortelles de Charlotte Brandström : gardienne prison
- 2002 : PJ, épisode 11 saison 6, Couples de Gérard Vergez : Claire
- 2003 : Le Dirlo de Patrick Volson
- 2011 : Cigarettes et bas nylon de Fabrice Cazeneuve
- 2011 : La Très excellente et divertissante histoire de François Rabelais d'Hervé Baslé
- 2011 : L'Amour fraternel de Gérard Vergez
- 2014 : Le Port de l'oubli de Bruno Gantillon